# Dicranota iowa
Dicranota (Paradicranota) iowa là một loài ruồi trong họ Pediciidae. Chúng phân bố ở vùng sinh thái Nearctic.